# 桂元澄
桂元澄（日语：／ Katsura Motozumi，1500年—1569年8月17日、明應九年－永祿十二年七月五日），日本戰國時代武將，毛利氏家臣，安藝國桂城城主、櫻尾城城主。
元澄為桂廣澄之長子，其弟有桂元忠 、桂就延與桂保和；正室為福原廣俊之女，繼室為志道廣良之女。兒子則有桂元延 、桂元貞、桂元親、桂景信、桂廣繁、桂元時、桂元盛。其家系原為毛利一門坂氏嫡流，後分家居於安藝國桂村，改稱桂氏，成為毛利氏的重臣之一。

## 生平

### 經歷
大永二年（1522年），一族的坂廣時失勢，元澄於此前後從父親廣澄手中繼承了家督之位。
大永三年（1523年），尼子經久進攻鏡山城時，元澄策反鏡山城主藏田房信的叔父藏田信直，助毛利方穩住戰局（鏡山城之戰）。同年，毛利元就繼承毛利家家督之位，元澄作為15名宿老之一簽署起請文，展現其在毛利家中的地位。
大永四年（1524年），其叔父坂廣秀擁立元就之弟相合元綱發動叛亂，父親廣澄為表負責，自盡謝罪。元澄與元忠亦欲追隨父親自刃，最終遭元就勸阻，兩兄弟後來皆成為元就麾下的忠臣。
享祿五年（1532年）七月十三日，毛利家家臣團中的32人為了彼此之間的利益調整，向毛利元就提出請求並連署起請文，當中元澄以「桂左衛門尉元澄」之名列第3位簽名。
天文十九年（1550年）七月十二日至十三日，毛利元就對安藝井上氏進行肅清後不久，在同年七月二十日，毛利氏家臣團共238人連署起請文，宣誓效忠毛利家。當中元澄以「桂能登守元澄」之名列第30位簽署。
天文二十年（1551年），在大寧寺之變後，原由陶氏家臣江良賢宣等人擔任城番的櫻尾城，在毛利軍發動反旗（即「防藝引分」）的進攻下，於天文二十三年（1554年）五月十二日開城投降。隨後，元澄進入櫻尾城並成為城主。
弘治元年（1555年），在嚴島之戰中，元澄以偽造的內應書信欺騙陶晴賢，成功將陶軍誘至嚴島，立下顯著戰功。戰後，元澄負責嚴島與廿日市地區的統治與管理。
弘治三年（1557年）十二月二日，在毛利家完成防長經略後，家臣239人連署起請文，誓言禁止軍隊擾民與擅自撤退。元澄在文中以「桂能登守」之名列為最後第239位簽名，顯示其地位之重與資歷之深。
元澄終其一生皆為毛利元就的忠誠家臣。即使在天文十五年（1546年）元就隱居，或於弘治三年（1557年）正式將家督讓與毛利隆元，他仍與兒玉就忠一同堅持親元就派立場，並時常與隆元派的奉行如赤川元保等人發生對立。

### 晚年
永祿八年（1565年），毛利幸鶴丸（即後來的毛利輝元）年滿13歲，於吉田郡山城舉行元服儀式。經占卜選擇吉日，儀式訂於二月十六日舉行:498。元服式中，由從京都派來的幕臣細川隆是擔任加冠役與指南役，而元澄則擔任理髮役，坂廣昌擔任烏帽子役，粟屋元堅負責櫛箱役，國司元武則擔任鬢盥役:498。
原定理髮役也是細川隆是擔任，但後來由元澄代替，元澄也儀式的前一天親自前往細川隆是的住所接受指導:498。
在細川的教導下，元澄、坂廣昌、粟屋元堅與國司元武等人皆穿上平時不熟悉的烏帽子裝束，嚴正出席毛利家史無前例的隆重元服儀式，並圓滿完成各自職責:498-499。元澄坐於輝元身旁的圓席之上，將輝元的前髮分成兩束，以紫色髮繩綁起，再用小高紙包裹髮束，然後用普通髮繩固定，最後從中間剪斷，履行了理髮役的責任:499。
元服式結束後舉行祝賀之宴，當輝元進行「三獻之儀」時，第一杯（初獻）由元澄之孫桂就宣負責斟酒:499。關於初獻人選，細川隆是原本主張應由毛利氏一門成員擔任，然而元澄年事已高、坂廣昌身體欠安而辭退，於是由桂就宣臨時擔任。當時就宣未備烏帽子與素襖等正裝，只得借用他人服飾完成任務:499。
二月十八日，即元服式兩日後，元澄致書其弟桂元忠，詳述輝元元服儀式的情形，並表達自己雖年老，仍能以細川隆是的代理身份擔任理髮役，實感萬分榮幸:499。此外，他也獻上一腰價值九貫的脇差，以祝賀輝元元服:500。
永祿十二年（1569年）七月五日，桂元澄病逝，享壽70歲，其家督之位由長子桂元延繼承。

### 子孫
元澄的後裔在江戶時代發展繁盛，分為寄組二家與大組十二家，亦有庶流仕於長府藩與右田毛利家擔任家老。著名的明治維新志士木戶孝允（原名桂小五郎）、以及政治家桂太郎（桂清澄）皆與桂氏有關，雖木戶為和田氏之養子，但和田氏自稱為天野元政（毛利元就第7子）之後裔，因此與桂氏亦有一定血緣淵源。

## 出處
1. ↑  近世防長諸家系図綜覧（1966）P.160-161
2. ↑  『毛利家文書』第396号
3. ↑  『毛利家文書』第401号
4. ↑  .   [2025-06-11]. （原始内容存档于2025-06-11）.
5. ↑  .   [2025-06-11]. （原始内容存档于2025-06-11）.
6. ↑  『毛利家文書』第402号
7. 1 2 3 4 5 6 7 8 9  三卿伝編纂所編、渡辺世祐監修. . マツノ書店. 1984.
8. ↑  『小早川家文書』第154号
9. ↑  近世防長諸家系図綜覧（1980）P.161
10. ↑  『歴史街道』編集部